# Middlebury (Indiana)
Middlebury – miasto w Stanach Zjednoczonych, w stanie Indiana, w hrabstwie Elkhart.